# تشارلز جيمس هاميلتون
تشارلز جيمس هاميلتون هو سياسي كندي، ولد في 15 سبتمبر 1855 في كندا، وتوفي في 19 ديسمبر 1937. حزبياً، نشط في حزب كندا المحافظ. وقد انتخب عضو مجلس العموم الكندي.